# Itatuba
Itatuba este un oraș în Paraíba (PB), Brazilia.